# Relatividad doblemente especial
Relatividad doblemente especial (DSR) –también llamada relatividad especial deformada o, por algunos, relatividad extra-especial– es una teoría modificada de la relatividad especial en la que la no solo la velocidad de la luz es invariante respecto al marco de referencia, sino también la energía de Planck y la longitud de Planck.

## Historia
El físico Theodore Pavlopoulos fue el primero en proponer la modificación de la relatividad especial por la introducción de una longitud independiente del marco de referencia en 1967. Pavlopoulos estimó esta longitud en 10−15 m. En el contexto de gravedad cuántica, Giovanni Amelino-Camelia (2000) introdujo la teoría conocida como relatividad doblemente especial, que postula la invariancia de la longitud de Planck, 16.162×10−36 m.
En 2001, Kowalski-Glikman reformuló la teoría en términos de la masa de Planck.
También en 2001, João Magueijo y Lee Smolin propusieron un modelo diferente, basado en el de Amelino-Camelia, en el que la energía de Planck es invariante.
Hay tres clases de deformación de la relatividad especial que conllevan una invariancia de la energía de Planck, tanto como una energía máxima, como un momento máximo, o ambos. Los modelos DSR están posiblemente relacionados con la gravedad cuántica de bucles en 2+1 dimensiones —dos dimensiones de espacio, y una de tiempo—  y se supone que también existe una relación en 3+1 dimensiones.